# Алехандро Маркес
Алехандро Маркес (ісп. Alejandro Marqués, нар. 4 серпня 2000, Каракас) — іспанський і венесуельський футболіст, нападник португальського «Ештуріл-Прая» і національної збірної Венесуели.

## Клубна кар'єра
Народився 4 серпня 2000 року в Каракасі. У дитячому віці переїхав до Іспанії, де займався футболом у структурі футбольних клубів «Еспаньйол», «Хабак Террасса» та «Барселона».
У дорослому футболі дебютував 2018 року виступами за команду «Барселона Б», в якій провів два сезони, взявши участь у 22 матчах чемпіонату. 
На початку 2020 року перебрався до Італії, уклавши контракт із «Ювентусом». Наступні півтора сезони відіграв за його молодіжну команду «Ювентус U23» на рівні Серії C.
2021 року був орендований «Мірандесом» і наступний сезон провів в іспанській Сегунді.
Влітку 2022 року був знову орендований, цього разу португальським «Ештуріл-Прая», а за рік португальці уклали з гравцем повноцінний контракт.

## Виступи за збірні
Перебуваючи у структурі «Барселони» і отримавши іспанське громадянство, 2019 року викликався до складу юнацької збірної Іспанії (U-19), загалом на юнацькому рівні взяв участь у 9 іграх, відзначившись 3 забитими голами.
Згодом прийняв пропозицію на рівні дорослих збірних захищати кольори батьківщини і влітку 2023 року дебютував в офіційних матчах у складі національної збірної Венесуели.
| Дата      | Місто        | Господарі | Результат | Гості     | Турнір            | Голи | Примітки |
| --------- | ------------ | --------- | --------- | --------- | ----------------- | ---- | -------- |
| 15-6-2023 | Вашингтон    | Венесуела | 1 – 0     | Гондурас  | товариський матч  | -    | 86'      |
| 18-6-2023 | Іст-Гартфорд | Венесуела | 1 – 0     | Гватемала | товариський матч  | -    | 46'      |
| 7-9-2023  | Барранкілья  | Колумбія  | 1 – 0     | Венесуела | Відбір до ЧС 2026 | -    | 78'      |
| Усього    |              | Матчів    | 3         |           | Голів             | 0    |          |

## Титули і досягнення
- Переможець Юнацької ліги УЄФА: 2017-18

### На рівні збірних
- Чемпіон Європи серед юнаків (U-19) (1):

Іспанія U-19: 2019